# Kongeriget Nederlandene
 For alternative betydninger, se Nederlandene (flertydig). (Se også artikler, som begynder med Nederlandene)
Kongeriget Nederlandene er en suveræn stat (et land), der består af fire ligeværdige konstituerende lande med hver sin forfatning og hver sin regering.
- Nederlandene (Holland) med sine 12 provinser og særkommunen BES-øerne (Bonaire, Sint Eustatius og Saba)
- Aruba
- Curaçao
- Sint Maarten

Aruba, Curaçao og Sint Maarten er ikke med i EU og hører heller ikke til unionens toldområde.
| Rigsdel      | Rigsdel               | Befolkning        | Areal      | Befolkningstæthed | Valuta                |
| ------------ | --------------------- | ----------------- | ---------- | ----------------- | --------------------- |
| Holland      | Nederlandene (Europa) | 16.783.092 (2010) | 41.526 km² | 404 indb./km²     | Euro (EUR)            |
| Holland      | BES-øerne             | 18.401 (2007)[0]  | 322 km²    | 057 indb./km²     | US Dollar (USD)       |
| Aruba        | Aruba                 | 106.050 (2008)[0] | 180 km²    | 589 indb./km²     | Aruba-Florin (AWG)    |
| Curaçao      | Curaçao               | 180.592 (2007)[0] | 444 km²    | 406 indb./km²     | Antillen-Gulden (ANG) |
| Sint Maarten | Sint Maarten          | 33.119 (2007)[0]  | 34 km²     | 974 indb./km²     | Antillen-Gulden (ANG) |

 I december 2022 holdt den nederlandske premierminister en tale, hvori han undskyldte på vegne af den nederlandske regering for dens tidligere slavehandel. I samme tale annoncerede premierministeren, at de nederlandske myndigheder vil afsætte 200 millioner euro til initiativer for at øge bevidstheden om slaveriets fortid og eftervirkninger.

## Nederlandske Antiller
Frem til 2010 bestod Kongeriget af Nederlandene, Aruba og de Nederlandske Antiller. Sidstnævnte ophørte d. 10. oktober 2010 med at eksistere som en administrativ enhed. Øerne fik fra denne dato ny status indenfor Kongeriget Nederlandene: Bonaire, Sint Eustatius og  Saba blev herefter en direkte del af Nederlandene som særlige kommuner, og Curaçao og Sint Maarten fik status som selvstændige lande indenfor Kongeriget Nederlandene – samme status som Aruba fik i 1986.